# Yūki

Yūki (結城市 Yūki-shi?) este un municipiu din Japonia, prefectura Ibaraki.